# Cheng Shao-chieh
Cheng Shao-Chieh (født 4. januar 1986) er en taiwansk badmintonspiller. Hun repræsenterede Kinesiske Taipei under Sommer-OL 2008 i Beijing, Kina, hvor hun blev slået ud i første runde..